# 길티 기어 (비디오 게임)
《길티 기어》는 아크 시스템 웍스의 내부 개발모임 '팀 네오 블러드'가 개발한 대전 격투 게임이다. 《길티 기어》 시리즈의 첫 번째 작품으로 플레이스테이션 콘솔로 제작돼 1998년 5월 14일 일본서 처음 발매됐다.
인류와 '기어'라는 생물과 결합한 무기간의 전쟁으로 황폐화된 먼 미래가 무대로, 기어의 지도자 저스티스가 부활하는 것을 저지하기 위해 열린 격투대회를 그렸다. 4개의 버튼을 사용하는 일대일 대전 게임플레이를 선보였다.
《길티 기어》는 이시와타리 다이스케가 《스트리트 파이터》와 일본 만화에서 영감을 받아 기획한 작품으로 제작 기간은 약 1년 반이었다. 북미 지역에선 아틀러스가 배급을 받았으며, 출시 당시 빠른 게임플레이 속도와 화려한 2D 그래픽으로 호평을 받아 작지만 단단한 팬층을 형성했다. 2000년에 아케이드용으로 후속작 《길티 기어 X》가 발매됐다. 2019년에 현대 플랫폼 마이크로소프트 윈도우, 닌텐도 스위치 및 플레이스테이션 4으로 이식판이 출시됐다.

## 반응
《길티 기어》는 리뷰 애그리게이터 웹사이트 게임랭킹스에서 78%를 기록해 대체적으로 긍정적인 평가를 받았다.

## 참조

### 내용주
1. ↑  영어: Guilty Gear, 일본어: ギルティギア